# Фудбалска репрезентација Републике Конго
Фудбалска репрезентација Републике Конго је фудбалски тим који представља Републику Конго на међународним такмичењима и под контролом је Фудбалског савеза Републике Конго.

## Историја
Репрезентација Конга је свој први наступ имала у фебруару 1960. године против Обале Слоноваче, поражени су са 4-2. Дана 13. априла играли су против Реиниона и победили са 4-1. Два дана касније поново играју против Обале Слоноваче и поново су поражени, али овај пут са 3-2. Од Камеруна су изгубили 17. априла са 5-4, а потом и од Мадагаскара са 8-1, што је највећи пораз репрезентације Конга у историји.
Конго је 1965. године био домаћин Афричких игара. У такмичењу нашли су се у групи са Малијем, Угандом и Тогом. У полуфиналу су били бољи од Обале Слоноваче са 1-0, да би у финалу поново играли са Малијем. Утакмица је завршена 0-0, међутим Конго је постао првак јер је извео више корнера.
Конго је 11. јануара 1967. године играо пријатељску утакмицу са Румунијом коју је победио са 1-0, а то је била прва утакмица репрезентације против тима изван Африке. На своју прву квалификациону утакмицу за Афрички куп нација Конго путује у Тунис 19. фебруара 1967 и одиграо је 1-1. Групну фазу је завршио на првом месту са пет освојених бодова, те се тако квалификовао на Афрички куп нација.
На завршном турниру који се одржао у Етиопији био је у групи са Ганом, Заиром (данашња Демократска Република Конго) и Сенегалом. Такмичење је завршио последњи без освојеног бода.
Године 1972. Конго осваја Афрички куп нација који се одржао у Камеруну. У групној фази је играо са Заиром, Мароком и Суданом. Освојио је три бода те заузео друго место. У полуфиналу је победио Заир са 4-3, да би у финалу био бољи од Малија са 3-2.
Никада нису учествовали на Светском првенству.

## Резултати репрезентације

### Светско првенство
- 1930—1970 — Нису учествовали
- 1974—1978 — Нису се квалификовали
- 1982—1990 — Нису учествовали
- 1994—2022 — Нису се квалификовали

### Афрички куп нација
- 1957—1965 — Нису учествовали
- 1968 — Групна фаза
- 1970 — Нису учествовали
- 1972 — Првак
- 1974 — 4. место
- 1976 — Нису се квалификовали
- 1978 — Групна фаза
- 1980—1988 — Нису се квалификовали
- 1990 — Нису учествовали
- 1992 — Четвртфинале
- 1994—1998 — Нису се квалификовали
- 2000 – Групна фаза
- 2002—2013 — Нису се квалификовали
- 2015 — Четвртфинале
- 2017—2021 — Нису се квалификовали